# Geoff Richards
Geoff Richards (Bilston, 1929 - Wolverhampton, 8 de mayo de 2014) fue un entrenador y jugador de fútbol británico que jugaba en la demarcación de delantero.

## Biografía
Tras jugar en las categorías inferiores del club, en 1943, cuando contaba con 14 años, subió al primer equipo del West Bromwich Albion FC. Aunque no fue hasta tres años más tarde cuando debutó con el club. Fue en un partido contra el Luton Town FC en diciembre de 1946, donde además marcó su primer gol con el equipo. Además, gracias a este partido, se convirtió en el futbolista más joven en debutar y hacer el primer gol con el club. Permaneció en el club hasta 1952, año en el que se fue al Stafford Rangers FC. También jugó para el Atherstone Town FC, Bilston Town FC y para el Hednesford Town FC, club en el que además fue jugador-entrenador.
Falleció el 8 de mayo de 2014 en Wolverhampton debido a una neumonía a los 85 años de edad.

## Clubes

### Como futbolista
| Club                    | País       | Año         |
| ----------------------- | ---------- | ----------- |
| West Bromwich Albion FC | Inglaterra | 1943 - 1952 |
| Stafford Rangers FC     | Inglaterra | 1952 - 1954 |
| Atherstone Town FC      | Inglaterra | 1954 - 1955 |
| Bilston Town FC         | Inglaterra | 1955 - 1958 |
| Hednesford Town FC      | Inglaterra | 1958 - 1960 |
| Nuneaton Town FC        | Inglaterra | 1960 - 1962 |
| Hednesford Town FC      | Inglaterra | 1962 - 1964 |

### Como entrenador
| Club               | País       | Año         |
| ------------------ | ---------- | ----------- |
| Hednesford Town FC | Inglaterra | 1962 - 1964 |